# JewTube
JewTube è un sito web e social network gratuito che consente di condividere e visualizzare dalla contenuti multimediali in video sharing generati dagli utenti iscritti.
Al contrario della più celebre piattaforma online, JewTube (da come evince il nome) è orientata principalmente ad un pubblico di origine e/o fede ebraica, ma non sono presenti restrizioni per un pubblico di fede diversa.

## Storia
Il sito di JewTube è stato fondato il 2 febbraio del 2006 a Los Angeles dagli imprenditori Matthew Kwok e David Abitbol, quest'ultimo è il fondatore dell'azienda alimentaria Jewlicious, specializzata nella distribuzione di cibo tipico della cultura Ebraica.

## Controversie legali
Nel settembre del 2007, la Google fece causa ad una società di New York chiamata NetParty rea di aver utilizzato impropriamente il nome "JewTube" a fini economici, essi ritenevano che il nome dato fosse troppo simile al più noto sito di condivisione video chiamato appunto YouTube; D'altro canto, la NetParty non aveva nessun legame economico con la JewTube di Matthew e David, la disputa legale si concluse con la vittoria di Google che riuscì nel suo intento a persuadere NetParty a non utilizzare il nome JewTube.

## Descrizione
Al suo interno, il sito offre una selezione di video a sfondo prettamente ebraico, il materiale multimediale è abbastanza vario, di fatto sono disponibili video inerenti alla cucina, alla musica e addirittura sono presenti una serie di "finali alternativi" del celebre film Borat di Sacha Baron Cohen, d'altronde questa pellicola fece scandalo tra il pubblico ebraico a causa di alcuni riferimenti considerati antisemiti.

## JewTube nell'immaginario collettivo
Spesso accade che, alcuni utenti di YouTube utilizzino impropriamente la parola "JewTube" con fini dispregiativi per ironizzare le varie censure attuate da altri utenti o dall'amministrazione di YouTube su del materiale ritenuto di matrice Fascista o Nazista.